# Langschwanzhühner

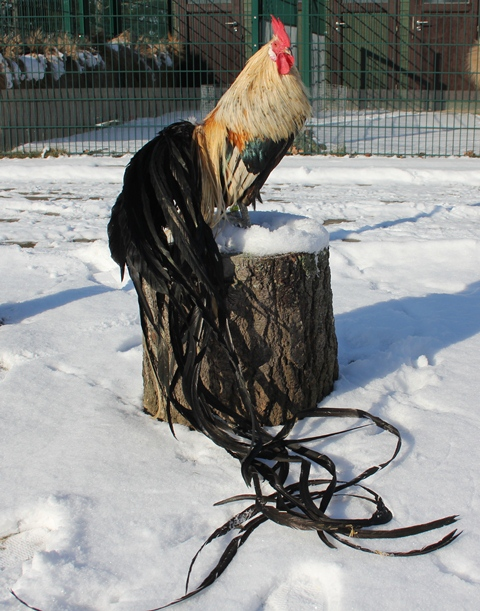
Onagadorihahn

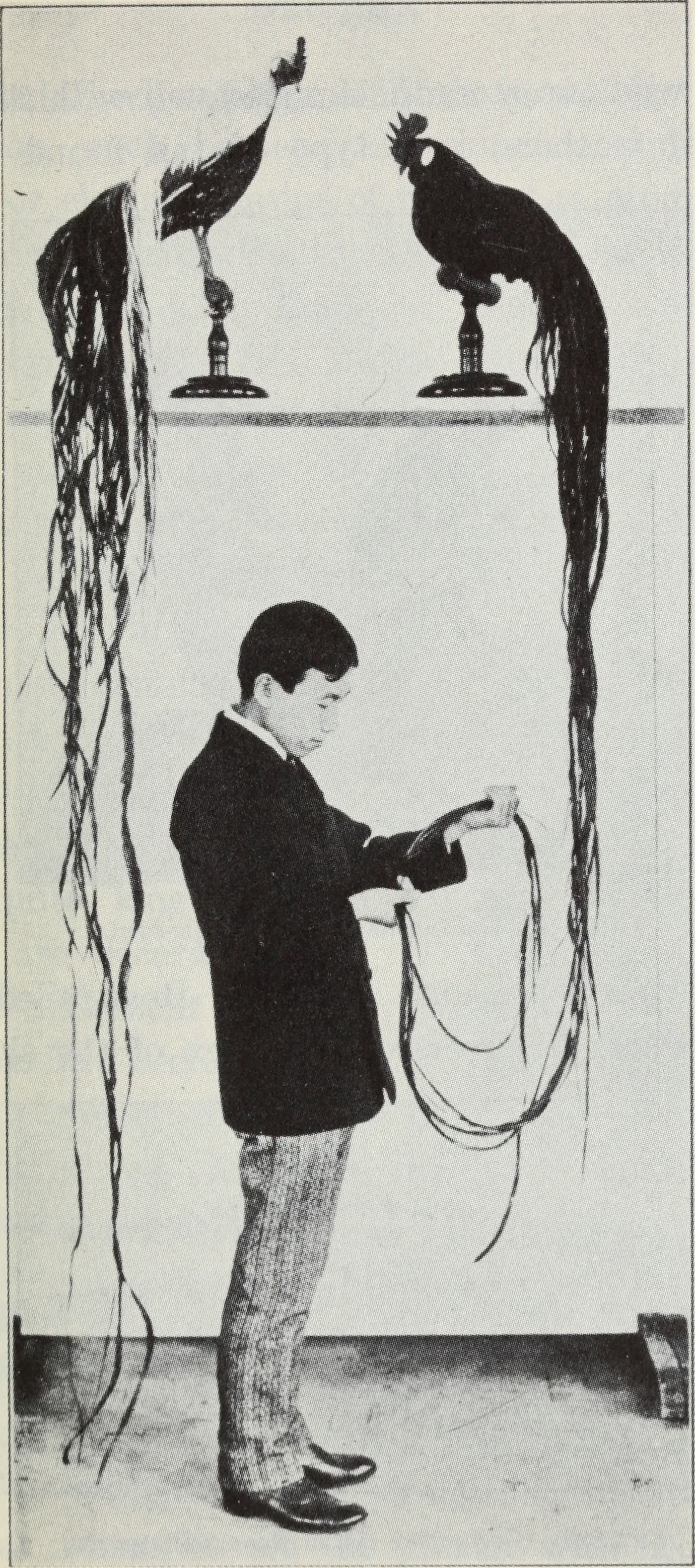
Japanische Hähne im American Museum of Natural History, etwa 1906

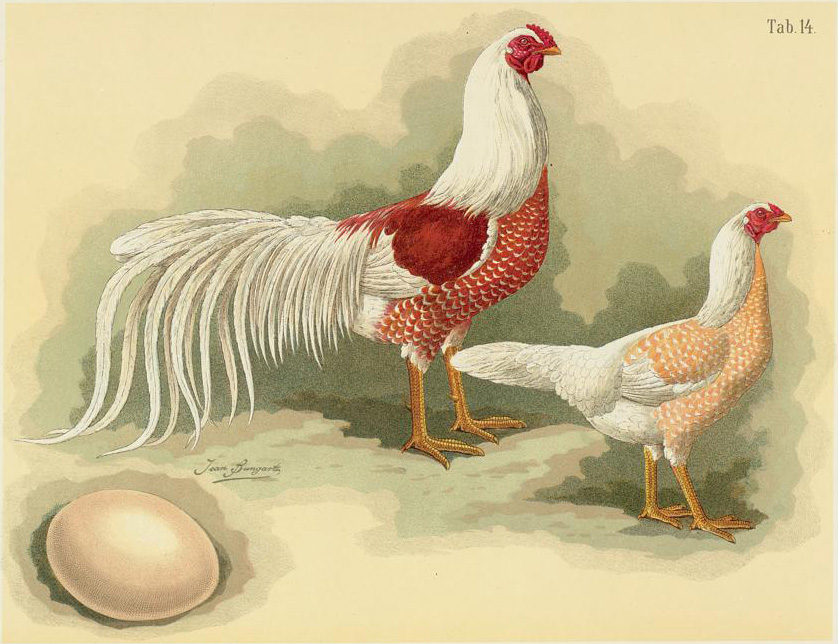
Historische Darstellung eines Yokohamapärchens (Jean Bungartz, 1885)

Langschwanzhühner sind ursprünglich fernöstliche Zierhühnerrassen, welche durch eine genetische Veränderung die Schwanz- und Sattelfedern nicht oder selten in der Mauser verlieren, sodass diese überdurchschnittlich lang werden.

## Herkunft und Verbreitung
Obwohl in China heute keine einheimischen Langschwanzhühnerrassen mehr bekannt sind, wird aufgrund alter Abbildungen von einem Ursprung dieser Hühner in China ausgegangen. Belegt sind Hähne mit extrem langen Schwänzen während der Edo-Periode in Japan (etwa 1600 bis 1860) und zwar im Distrikt Kochi. Am Ende des 19. Jahrhunderts wurden die ersten Langschwanzhühner nach England und Deutschland gebracht, wo Kreuzungsversuche zu den Rassen Phönix und Yokohama führten. Die Verbreitung der japanischen Rassen wurde erschwert durch ein Exportverbot dieser Tiere. Trotzdem werden fast alle japanischen Langschwanzhühnerrassen außerhalb Japans gezüchtet und sind zum größten Teil innerhalb der organisierten Rassegeflügelzucht anerkannt.

## Federlänge
Die genetische Veranlagung zur verminderten Mauser der Schwanz- und Sattelfedern wird zurückgeführt auf das Vorhandensein des autosomal dominanten Gens Gt („tail growth“) und des autosomal rezessiven Gens mt („non-molting“). Bei vollständiger Expression der Gene können die Federn bis 1 Meter pro Jahr wachsen. Den Weltrekord hält ein Onagadorihahn inne mit einer Schwanzfederlänge von 10,59 Metern.

## Langschwanzhühnerrassen
- Cubalaya
- Kurokashiwa
- Minohiki
- Ohiki
- Onagadori
- Phönix
- Satsumadori
- Schijndelaar
- Shokoku
- Totenko
- Yokohama

## Weblink
- Ausführliche Informationsseite auf Englisch (www.longtail-fowl.com)